# 獨立媒體 (香港)
獨立媒體，2020年12月10日前稱香港獨立媒體（Hong Kong In-media），是以香港為基地的網媒，網站主要內容為時事評論，涉及不同社會政治及文化議題。依據GreatFire測試，其網站在中國大陸被當局的「防火長城」封鎖，即當地網民無法正常訪問該網站，2011年10月或更早起遭受封鎖至今。

## 歷史
「香港獨立媒體網」於2004年七一遊行後成立，由林藹雲及葉蔭聰創辦，汲取外國的參與式媒體的模式，推廣民間記者意念，不設審稿制度，讓使用者可以直接把文章上載到網上，使網站盡量開放。「香港獨立媒體網」最初由於2005年註冊為社團「獨立媒體（香港）」籌辦，該社團以會員制度為基礎。2005年年底，香港獨立媒體以有限公司形式註冊，有兩名股東成員。
2012年8月8日，4名男子闖入香港獨立媒體網辦公室大肆破壞，及後被警方拘捕。，各被告及後被判監八個月。同年，東方報業集團入稟香港高等法院，控告香港獨立媒體網有限公司在2007年10月及2009年1月於獨立媒體網站刊登誹謗文章。2010年8月31日獨媒發表網站公告，指相關文章已被移除以換取東方終止撿控，並於同年12月向法庭呈交抗辯書聲稱涉案文章屬公允評論，及後再無進一步回應；2012年9月聆訊開審，作為被告的獨媒並無派員出席抗辯，法官批評獨媒不作回應的處事手法，就連法庭命令也不遵守。2012年3月，高等法院原訟法庭裁定東方報業集團勝訴，獨媒需要向東方賠償10萬港元及支付對方訟費，且要交出撰寫誹謗文章網民的個人資料。被定罪名成立後，inmediahk.net改由一家在美國內華達州登記、名為inmediahk.net LLC的私人公司負責管理。2015年，再改為由一間本地註冊的公司持有網站。
2017年，「香港獨立媒體網」以「獨立媒體 inmediahk.net」名義，登記本地報刊註冊。2020年12月10日，「香港獨立媒體網」將facebook專頁更名為「獨立媒體 inmediahk.net」。
2022年1月4日，獨立媒體基於社交媒體興起與政治環境轉變，認為參與式媒體和民間記者模式「不合時宜」，宣佈關閉功能、網站也不再定位為開放式平台。
2024年8月，獨立媒體未向香港公司註冊處備存其成員與董事的登記冊而遭控。獨立媒體隨後認罪，法院則判決要賠償10,000港幣。獨立媒體在判決後聲明事件屬一時錯失。

## 外部連結
- 官方网站
- 香港網絡大典上的相关条目：香港獨立媒體